# Miechy
Miechy (deutsch Mniechen, 1928 bis 1945 Münchenfelde) ist ein Ort in der polnischen Woiwodschaft Ermland-Masuren, der zur Landgemeinde Miłki (Milken) im Powiat Giżycki (Kreis Lötzen) gehört.

## Geographische Lage
Miechy liegt in der östlichen Mitte der Woiwodschaft Ermland-Masuren, 14 Kilometer südöstlich der Kreisstadt Giżycko (Lötzen).

## Geschichte
Das vor 1785 Miechen, nach 1818 Mnichen und bis 1928 Mniechen genannte kleine Dorf wurde 1508 gegründet. 
Von 1874 bis 1945 war der Ort in den Amtsbezirk Milken (polnisch Miłki) eingegliedert, der zum Kreis Lötzen im Regierungsbezirk Gumbinnen (1905 bis 1945: Regierungsbezirk Allenstein) in der preußischen Provinz Ostpreußen gehörte.
Im Jahr 1910 zählte Mniechen 103 Einwohner, die in einem Dorf mit ein paar großen und kleinen Höfen lebten. Das zuständige Standesamt war das in Milken.
Aufgrund der Bestimmungen des Versailler Vertrags stimmte die Bevölkerung im Abstimmungsgebiet Allenstein, zu dem Mniechen gehörte, am 11. Juli 1920 über die weitere staatliche Zugehörigkeit zu Ostpreußen (und damit zu Deutschland) oder den Anschluss an Polen ab. In Mniechen stimmten 60 Einwohner für den Verbleib bei Ostpreußen, auf Polen entfielen keine Stimmen.
Am 3. Januar 1928 wurde Mniechen in „Münchenfelde“ umbenannt. Die Zahl der Einwohner belief sich 1933 auf 92 und 1939 auf 93.
In Kriegsfolge kam das Dorf 1945 mit dem gesamten südlichen Ostpreußen zu Polen und erhielt die polnische Namensform „Miechy“. Heute ist es in das Schulzenamt (polnisch sołectwo) Miłki einbezogen und damit Teil der gleichnamigen Landgemeinde im Powiat Giżycki (Kreis Lötzen), vor 1998 der Woiwodschaft Suwałki, seither der Woiwodschaft Ermland-Masuren zugeordnet.

## Religionen
Bis 1945 war Mniechen in die evangelische Kirche Milken in der Kirchenprovinz Ostpreußen der Kirche der Altpreußischen Union und in die katholische Pfarrkirche St. Bruno in Lötzen im Bistum Ermland eingepfarrt. 
Heute gehört Miechy zur evangelischen Pfarrkirche in Giżycko in der Diözese Masuren der Evangelisch-Augsburgischen Kirche in Polen bzw. zur katholischen Pfarrkirche in Miłki im Bistum Ełk (Lyck) der Römisch-katholischen Kirche in Polen.

## Verkehr
Miechy liegt an einer untergeordneten Nebenstraße, die die polnische Landesstraße DK 63 (ehemalige deutsche Reichsstraße 131) bei Miłki (Milken) mit der Woiwodschaftsstraße DW 656 bei Czyprki (Czyprken, 1928 bis 1945 Freiort) verbindet. 
Eine Bahnanbindung besteht nicht mehr, da die Bahnstrecke Lötzen–Johannisburg (Giżycko–Pisz) mit der nächstgelegenen Bahnstation Milken 1945 kriegsbedingt aufgegeben wurde.